# Sarat Chandra Das
Pour les articles homonymes, voir Das.
Sarat Chandra Das, né le 18 juillet 1849 à Chittagong et mort le 5 janvier 1917, est un lettré indien féru de langue tibétaine et de culture tibétaine.

## Biographie

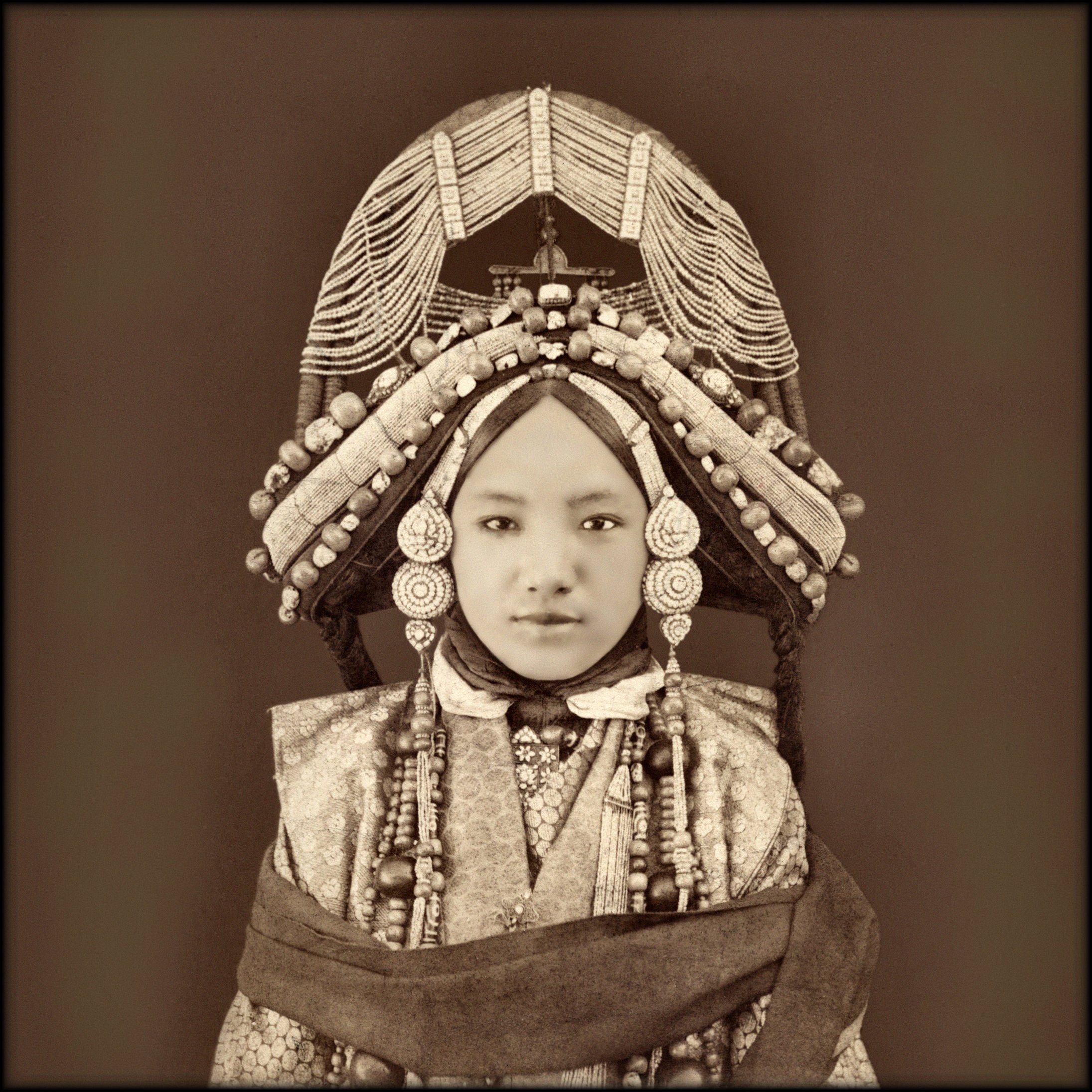
Lha-cham en 1879, photo de Sarat Chandra Das.

En 1874, il est nommé directeur du pensionnat bhoutia tibétain de Darjeeling. Lama Ugyen Gyatso, un moine du monastère de Pemayangtse au Sikkim, est alors le professeur de tibétain dans cette école.
Alors que le Tibet est sous la tutelle des Qing, il travaille un temps comme espion pour les Britanniques, partant en expédition au Tibet pour rassembler des informations sur les Tibétains, les Russes et les Chinois. Il séjourne à Lhassa entre 1881 et 1882. 
Après qu'il a quitté le Tibet, les raisons de son  séjour sont découvertes et de nombreux Tibétains qui s'étaient liés d'amitié avec lui et qui l'avaient aidé dans son entreprise sont victimes de graves représailles par les Chinois. Selon le colonel écossais britannique Laurence Austine Waddell, le gouverneur de Gyantsé, Phal Dahpön, et sa femme (Lha-cham), qui avaient aidé Sarat C. Das, furent condamnés à la prison à vie, virent leurs domaines confisqués et eurent plusieurs de leurs domestiques mutilés (mains et pieds coupés, yeux arrachés) et abandonnés à leur sort. Selon le tibétologue italien Luciano Petech, le mda'-dpon P'a-lha-ba  et sa femme lha-lcam ne furent qu'exilés pendant 7 ans. 
Il nomme sa maison « Lhassa Villa » et y reçoit de nombreux invités notoires, dont Charles Alfred Bell et Ekai Kawaguchi. Il compile un dictionnaire tibéto-anglais, qui est publié en 1902.
En 1885, il rencontre William Woodville Rockhill à Pékin.
En 1915, il se rend au Japon avec Ekai Kawaguchi. 
Il meurt le 5 janvier 1917, probablement chez lui, à Chittagong,.
Rudyard Kipling s'inspira de sa vie pour le personnage de Hurree Chunder Mookerjee, l'agent E.17 de son roman Kim.

## Publications
- Tibetan-English Dictionary, Ed. Dzambala, 8 juin 1996,  (ISBN 2-906940-27-5)
- Avec William Woodville Rockhill, Voyage à Lhassa et au Tibet central, Olizane, 1994,  (ISBN 2-88086-147-0), (en) Journey To Lhasa & Central Tibet. 1st Edition: John Murray (England) (1902). Reprint: Kessinger Publishing, LLC (2007).  (ISBN 978-0-548-22652-0). Republished as: Lhasa and Central Tibet, Cosmo (Publications, India); New edition (2003).  (ISBN 978-81-7020-435-0).
- (en) Contributions on the religion, history &c., of Tibet: Rise and progress of Jin or Buddhism in China. Publisher: s.n. (1882).
- (en) Narrative of a journey to Lhasa in 1881-82. Publisher: s.n. (1885).
- (en) Narrative of a journey round Lake Yamdo (Palti), and in Lhokha, Yarlung, and Sakya, in 1882. publisher: s.n (1887).
- (en) The doctrine of transmigration. Buddhist Text Society (1893).
- (en) Indian Pandits in the Land of Snow. Originally published at the end of the 19th century. Reprint: Rupa (2006).  (ISBN 978-81-291-0895-1).
- (en) A Tibetan-English dictionary, with Sanskrit synonyms. 1st Edition - Calcutta, 1902. Reprint: Sri Satguru Publications, Delhi. 1989.
- (en) An introduction to the grammar of the Tibetan language;: With the texts of Situ sum-tag, Dag-je sal-wai melong, and Situi shal lung. Darjeeling Branch Press, 1915. Reprint: Motilal Barnasidass, Delhi, 1972.
- (en) Autobiography: Narratives of the incidents of my early life. Reprint: Indian studies: past & present (1969).